# الغريري
الغريري إحدى قرى مركز شبين القناطر التابع لمحافظة القليوبية بجمهورية مصر العربية.

## السكان
بلغ عدد سكان الغريري 2,717 نسمة، حسب الإحصاء الرسمي لعام 2006.